# Biała Giżycka
Biała Giżycka (niem. Adlig Bialla, od 1938 r. Bleichenau) – osada w Polsce położona w województwie warmińsko-mazurskim, w powiecie giżyckim, w gminie Wydminy nad jeziorem Białym.
W latach 1975–1998 miejscowość administracyjnie należała do województwa suwalskiego.